# Morro de la Agujereada
Der Morro de la Agujereada ist mit einer Höhe von 1956 Metern über dem Meeresspiegel der höchste Berg auf der kanarischen Insel Gran Canaria. 
Traditionell wurde angenommen, dass der Pico de las Nieves der höchste Punkt der Insel sei, dies ist jedoch nicht der Fall.